# Omey Island
Omey Island är en ö i republiken Irland.   Den ligger i grevskapet County Galway och provinsen Connacht, i den västra delen av landet. Arean är 2,6 kvadratkilometer.
Terrängen på Omey Island är mycket platt. Öns högsta punkt är 22 meter över havet. Den sträcker sig 1,9 kilometer i nord-sydlig riktning, och 2,4 kilometer i öst-västlig riktning. På ön finns sjön Fahy Lough. Landskapet utgörs av gräsmarker och lite skog.